# Hawker Siddeley HS-125
Hawker Siddeley HS-125 (British Aerospace 125) — британский реактивный самолёт бизнес-класса, разработанный фирмой «Hawker Siddeley» (Англия). Первый полёт совершил в 1962 году.

## История
В 1961 году компания «de Havilland» начала работу над небольшим бизнес-джетом, который предназначался для замены турбовинтового «de Havilland Dove».
13 августа 1962 года первый из двух опытных образцов выполнил свой первый полёт, второй самолет последовал за ним 12 декабря того же года. Второй прототип был оснащен большим количеством оборудования, чем первый. Первый серийный самолёт совершил первый полёт 12 февраля 1963 года. Первая поставка заказчику состоялась 10 сентября 1964 года. DH.125 стал последним самолётом марки de Havilland, поскольку фирму в 1960 году поглотил концерн «Hawker Siddeley Group». Но самолёт некоторое время продолжал продаваться под индексом HS.125.
Производство резко остановилось в 2013 году из-за банкротства владельца «Hawker Beechcraft», потому что спрос на бизнес-джеты падал в течение нескольких лет. HS.125 находился в производстве 50 лет. За это время было выпущено 1720 самолётов.

## Модификации
- DH.125 Series 1 — первоначальная версия.
- DH.125 Series 1A / 1B — улучшенная версия.
- HS.125 Series 2 — учебно-тренировочная версия для ВВС Великобритании.
- HS.125 Series 3A/B, 3A/R и 3B/R, 3A/RA и 3B/RA, 3B/RB, 3B / RC, F3B, F3B / RA — улучшенные версии
- HS.125-400 — вариант с пассажировместимостью до семи человек.
- HS.125-403A(C) — специальный вариант для Канады.
- HS.125-600 — удлинённая версия.
- HS.125-700 — версия с улучшенными летно-техническими характеристиками.
- ВС.125 Protector — специальная версия для морского патрулирования.
- HS.125-800 —  версия с изогнутым козырьком кабины и увеличенным размахом крыла.
- British Aerospace BAe 125 Series 1000A и 1000B —  межконтинентальная версия серии 800. Увеличенная пассажировместимость и запас топлива.

## Эксплуатация
Самолёт в основном использовался частными операторами и в качестве воздушного такси по всему миру. С 1965 по 1972 год авиакомпания Qantas использовала два самолёта для обучения экипажа. Самолёт также используется в некоторых странах качестве военного и продолжает эксплуатироваться.

## Технические характеристики
- Размах крыла, м 14,33
- Длина самолёта, м 14,45
- Высота самолёта, м 5,03
- Площадь крыла, м² 32,79
- Масса, кг
  - пустого самолёта 6676
  - максимальная взлётная 12 429
- Внутреннее топливо, л 4660
- Тип двигателя 2 ТРД Rolls-Royce Viper 521 Mk.301
- Тяга, кН 2 х 13,88
- Максимальная скорость, км/ч 805
- Крейсерская скорость, км/ч 760
- Практическая дальность, км 2780
- Дальность действия, км 2500
- Практический потолок, м 12 190
- Экипаж, чел 2
- Полезная нагрузка: 8 пассажиров
- Расход топлива: 770 кг/час

## Авиационные происшествия и катастрофы
По данным портала Aviation Safety Network, по состоянию на 26 мая 2020 года, в общей сложности было потеряно 86 самолётов HS.125 различных модификаций. При этом погибли 185 человек.